# Fluide Glacial
Fluide Glacial es una revista y un editorial de cómics mensual francesa fundada el 1 de abril de 1975 por Marcel Gotlib y Jacques Diament. Durante años ha publicado el trabajo de guionistas y dibujantes franceses e internacionales, tales como Jacques Lob, Édika, Claire Bretécher, Jean Solé, François Boucq, Moebius, Jean-Claude Mézières, Loup, Daniel Goossens y André Franquin. Ha acogido a los españoles Tha y Joan Tharrats, creadores de Absurdus Delirium.
También ha publicado la traducción francesa de los álbumes de  Carlos Giménez.